# اولکسی سردا
اولکسی سردا (اوکراینی: Олексій Вікторович Середа؛ زادهٔ ۲۵ دسامبر ۲۰۰۵) ورزشکار در رشته شنای شیرجه اهل اوکراین است.
وی در مسابقات کشوری و بین‌المللی در مجموع برندهٔ ۱ مدال طلا، ۱ مدال نقره شده‌است.